# Agence égyptienne de partenariat pour le développement
L'Agence égyptienne de partenariat pour le développement (AEPD), est une agence gouvernementale affiliée au ministère égyptien des Affaires étrangères. Il a été créé par le décret du Premier ministre n° 959 de 2013, fusionnant le Fonds égyptien pour la coopération technique avec le Commonwealth et le Fonds égyptien pour la coopération technique avec l'Afrique. Le premier Secrétaire général de l’Agence, l’Ambassadeur Hazem Fahmy, a été nommé le 7 mai 2014. Le président Abdel Fattah al-Sissi a annoncé le lancement de l'Agence égyptienne de partenariat pour le développement dans un discours qu'il a prononcé lors du 23e Sommet de l'Union africaine à Malabo. L'agence a officiellement commencé ses opérations le 1er juillet 2014.

## Objectifs
- L'Agence opère conformément aux dernières règles de fonctionnement des agences de développement des pays développés en tant que branche de développement de la politique étrangère égyptienne.

- L'agence se concentre principalement sur le soutien de grands projets de développement en Afrique et dans d'autres pays en développement amis, en se concentrant sur des domaines de développement tels que les communications, les transports, les technologies de l'information, les services de santé, l'agriculture et l'énergie. Transfert de l'expertise égyptienne et formation de cadres dans divers domaines.
- L'agence travaille en coordination avec d'autres ministères concernés du pays pour établir un véritable partenariat avec le secteur privé, les institutions financières régionales et internationales, en plus de développer des mécanismes de coopération trilatérale avec d'autres agences et pays dans le domaine de la fourniture d'expertise, de l'organisation de cours de formation et d'autres programmes de coopération.